# Groepsseks

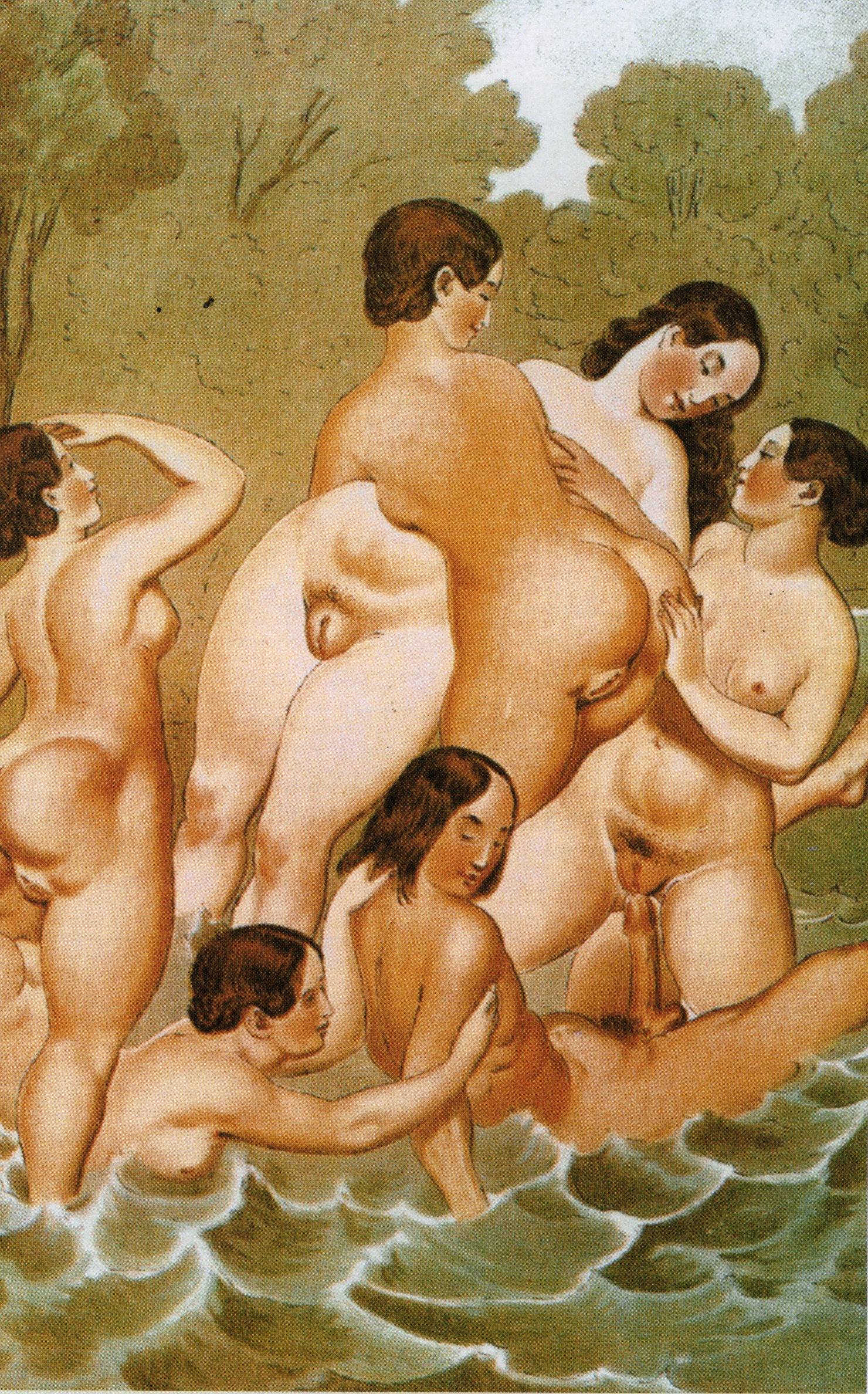
Groepsseks op een schilderij van Peter Fendi, 1835

Groepsseks, vaak orgie genoemd, is het verrichten van seksuele handelingen tussen meer dan twee mensen tezelfdertijd. Bij drie mensen wordt er gesproken van een trio, bij vier mensen van een kwartet.
Iedere seksuele handeling die door twee mensen wordt uitgevoerd kan een deel van groepsseks zijn. Ook zijn er bepaalde seksuele handelingen die slechts mogelijk zijn met meer dan twee mensen. Groepsseks met één enkele vrouw of man met meerdere mannen of vrouwen heet gangbang.
Groepsseks komt onder mensen van alle seksuele geaardheid voor, en kan homoseksueel, biseksueel en/of heteroseksueel contact impliceren.

## Veilige seks
Net als bij seks tussen twee personen kunnen bij groepsseks seksueel overdraagbare aandoeningen (SOA's) zich verspreiden. Als in groepsseks (onder meer) condooms en/of beflapjes worden gebruikt om verspreiding tegen te gaan, is het zaak er op te letten dat het condoom en/of beflapje vervangen wordt bij het wisselen van sekspartner.

## Groepsseks in cultuuruitingen

### Film
- Salo, of de 120 dagen van Sodom (1975)
- Emanuelle around the World (1977)
- Caligula (1979)
- Bachelor Party (1984)
- Eyes Wide Shut (1999)
- Ken Park (2002)
- The Wolf of Wall Street (2013)
- Sausage Party (2016)
- Zoolander 2 (2016)

## Handelingen
- Gelijktijdige penetratie van één persoon in de mond (orale seks) en de vagina of anus.
- Dubbele penetratie: De gelijktijdige penetratie van de vagina en de anus van een vrouw. Soms "sandwich" genoemd.
- Drievoudige penetratie verwijst gewoonlijk naar of twee penissen in de vagina en één in de anus, of twee in anus en één in de vagina.
- Gelijktijdige penetratie van de vagina, anus en de mond van een vrouw.
- Dubbele vaginale penetratie: de gelijktijdige penetratie door twee mannen van de vagina van één enkele vrouw.
- Dubbele anale penetratie: de gelijktijdige penetratie door twee mannen van één enkele vrouwelijke of mannelijke anus.